# Красулин, Игорь Авраамович
Игорь Авраамович Красулин (род. 1947, Москва, СССР) — преподаватель ушу, цигун и тайцзицюань, сценического движения, автор нескольких книг по боевым искусствам, художник, лауреат Первого Всесоюзного Фестиваля китайской гимнастики «У-шу 88 Рига», лауреат Всесоюзного Фестиваля Оздоровительных Комплексов Киев-89, лауреат Всесоюзного Фестиваля Оздоровительных Комплексов Киев-90. Член мультидисциплинарного Международного общества по изучению развития поведения (International Society for the Study of Behavioral Development – ISSBD), член Международной конфедерации Союзов художников.

## Биография
Красулин Игорь Авраамович родился 1 февраля 1947 года в Москве в семье советских служащих. Его отец, Лейбман Авраам Генохович, всю жизнь проработал инженером-конструктором, мать, Красулина Нина Александровна,  была химиком, а старший брат, Чакиридис Вячеслав Авраамович, — художником-карикатуристом в журналах «Новое время» и газете «Известия».
Обучался в общеобразовательной и художественной школах, последовав примеру брата. За пять лет до поступления в институт заинтересовался спортивным плаванием, позже получил в 1962 году звание кандидата в мастера спорта в этой дисциплине.
В 1967 году И. А. Красулин окончил среднюю школу и поступил в Московский технологический институт местной промышленности на художественно-технологический факультет. Среди его преподавателей были Илья Львович Табенкин, Виталий Наумович Петров, Евгений Кондратьевич Коваленко. Выпустился в 1972 году со специальностью художника по костюмам. Его заинтересовали восточные боевые искусства и он начал посещать занятия популярного в СССР карате.
В 1973 году познакомился с кинооператором Андреем Кирилловым и кинорежиссёром Ричардом Викторовым, которые пригласили И. А. Красулина к участию в создании советских фильмов о космосе «Москва — Кассиопея» и «Отроки во Вселенной». Картины получили награды в Италии и Испании на фестивалях детских фильмов в 1975 году.
После выхода фильма И. А. Красулин принял решение стать свободным художником и сотрудничал как художник-иллюстратор с детскими журналами «Пионер», «Мурзилка» и издательством «Детская литература». Художественная карьера продолжилась работой в Рекламном комбинате Художественного Фонда Союза Художников СССР и завершилась в должности главного художника Краснопресненского района г. Москвы в 1982 г.
Параллельно с работой художником, И. А. Красулин интенсивно занимался восточными единоборствами и преподавал карате в начальных группах. Преподавание требовало погружения в практические и теоретические аспекты  этого искусства, что свело И. А. Красулина с Николаем Цзеном и Владимиром Докучаевым, преподавателями факультета психологии МГУ. Николай Цзен и Владимир Докучаев занимались разработкой психологического курса по медитативным практикам. В сотрудничестве с ними, И. А. Красулин организовал несколько семинаров для практикующих боевые искусства, а позже индивидуальные занятия на базе Московской клинической больницы №8 («Соловьевке»). В результате работы с Цзеном и Докучаевым, И. А. Красулин получил основательную теоретическую базу для дальнейшего изучения медитативных практик.
В попытке собрать воедино разрозненную и малодоступную в СССР информацию, И. А. Красулин посещал психологические тренинги суфистов (последователей Георгия Гурджиева), занятия трансцендентальной йоги Шри Ауробиндо Гхош, психологические практики дзен, исследовал учение Карлоса Кастанеды, работы Рудольфа Штейнера, Михаила Чехова, Карла Густава Юнга. Он посещал известных и неизвестных практиков, учителей, мастеров, однако по-прежнему не получал ответа на многие практические и теоретические вопросы и пришёл к выводу о необходимости поиска носителя восточной медитативной традиции.
В 1979 году И. А. Красулин через циркового режиссёра Феликса Иванова познакомился с артистом московского цирка Чжан Сюэвином, китайцем по происхождению. Чжан Сюэвин родился и вырос в Китае, но в возрасте 16 лет был вынужден бежать в СССР после начала Культурной революции в Китае. Он происходил из семьи артистов традиционного китайского цирка, члены которой практиковали цирковое искусство и искусство тайцзи и цигун в течение многих поколений.
В последующие десять лет от китайского мастера И. А. Красулин получил начальные знания в ушу стиля мицзун, тайзци стиля Ян, цигун До Ин (даосская йога) и У Цинь Си («игры пяти зверей»). Он продолжил собирать информацию, практиковать оздоровительный цигун, тайцзи и вести группу ушу.
Чжан Сюэвин представил И. А. Красулина своим родственникам: врачу Ван Ю Ли, практикующему цигун и тайцзи, и цирковому артисту Чжан Юйшу. С Чжан Юйшу активно совершенствовался стиль мицзун; Ван Ю Ли впервые познакомил его с другими аспектами практики тайцзицюань и цигун, такими как техника нэйгун, вращение шара тайцзи, а также с философией и идеологией даосизма и буддизма. У И. А. Красулина появился устойчивый интерес к изучению теории и практики даосизма и буддизма, что привело впоследствии к постоянным поездкам с практикующими по буддийским странам (Непал, Бутан, Индия, Шри-Ланка, Камбоджа и др.)
В 1982 году состоялось знакомство с руководителем ансамбля народной музыки Дмитрием Покровским. Он пригласил И. А. Красулина в качестве преподавателя сценического движения и хореографа в ансамбль. Покровский к этому времени имел успешный опыт синтеза джазовой музыки с народной музыкой. Эту же идею он хотел видеть и в хореографии своих актёров, совместив обрядовые танцы с энергией и пластикой тайцзи.
В 1984 году разнообразные интересы И. А. Красулина  привоели его к знакомству с актёром театра и кино Георгием Бурковым. В соавторстве с Бурковым был составлен психологический практикум на базе движений тайцзицюань для студентов актёрских вузов. И. А. Красулин получил статус педагога сценического движения и преподавал во ВГИКе и ГИТИСе. По этой же методике он вёл занятия в студии под своим руководством «Эксперимент» при Молодёжном Театре на Красной Пресне вместе с балетмейстером Л. В. Соловьевой.
Несмотря на запрет карате в СССР И. А. Красулин участвовал в нескольких фестивалях ушу: Первый Всесоюзный Фестиваль китайской гимнастики «У-шу 88 Рига», Всесоюзный Фестиваль Оздоровительных Комплексов Киев-89, Всесоюзный Фестиваль Оздоровительных Комплексов Киев-90.
В 1990 года, используя накопленный опыт, И. А. Красулин написал и опубликовал ряд статей и несколько книг о боевых искусствах: «Базовые формы монастыря Шаолинь», «Ушу путь к победе», «Пять стихий: искусство продления жизни» и «Жесткий цигун: управление жизненной энергией в практике боевых искусств». В это же время публиковался в различных периодических изданиях и вел рубрику о воинских единоборствах в журнале «Спортивная жизнь России». Выпущены несколько телепередач с его участием, где рассказывалось о различных оздоровительных аспектах практики тайцзицюань. Совместно с Александром Аркадьевичем Долиным создавался объемный труд о японской и китайской традиции восточных единоборств, однако книга так и осталась неизданной.
С 1998 года И. А. Красулин является членом мультидисциплинарного Международного общества по изучению развития поведения. В 2000 году И. А. Красулин в соавторстве с психологом Г. Б. Крюковым представил практическую работу по некоторым аспектам преподавания ушу детям на сессии ISSBD в Пекине.
C 2003 года И. А. Красулин сосредоточился на исследовании и изучении управления жизненной энергией Ци в различных практиках нейгун-цигун, тайцзи стиля Ян, а также в упражнениях с мягким оружием (плеть, веер, веревка, шар тайцзи) как в оздоровительном, так и медитативном направлениях. Продолжают существовать взрослая и детская группы практикущих 42 и 24 форм тайцзицюань в Москве. Проводятся регулярные выездные семинары в Ивановской области, поездки с практикующими в Непал, Бутане, Мустанге, Тибете и Таиланде. Другим важным моментом исследовательской  работы И. А. Красулина стала его методика  адаптации азиатской философской традиции к европейскому способу мышления и сознания как в практике изучения цигун  и тайцзи, так и в практике медитации. С 2012 года И. А. Красулин переехал в Таиланд. Продолжилось руководство московской группой практикующих и исследование проявлений различных аспектов Ци во время посещений  мест с ярким проявлением энергии, таких как Мустанг, Долпа, Кайлас и других хорошо- и малоизученных мест планеты.

## Награды
- Лауреат Первого Всесоюзного Фестиваля китайской гимнастики «У-шу 88 Рига» (Рига, 1988 г.)[27]
- Лауреат Всесоюзного Фестиваля Оздоровительных Комплексов Киев-89 (Киев, 1989 г.)[28]
- Лауреат Всесоюзного Фестиваля Оздоровительных Комплексов Киев-90 (Киев, 1990 г.)[29][30]

## Публикации
1. Базовые формы монастыря Шаолинь: монография / И. А. Красулин. - М. : [б. и.], 1990. - 80 с. : ил. - (Серия «Восточные единоборства»)
2. Пять стихий: искусство продления жизни / И. А. Красулин. - М. : Васанта, 1992. - 192 с. : ил. - (Библиотека популярной литературы «Васанта»). - ISBN 5-8448-0202-0
3. Ушу - путь к победе : монография / И. А. Красулин. - М. : Знание, 1992. - 64 с. : ил. - ISBN 5-07-002527-9
4. Жесткий Цигун : управление жизненной энергией в практике боевых искусств / И. А. Красулин. - М. : Энергоатомиздат, 1992. - 150 с. : ил. - ISBN 5-283-04077-1
5. Contextual and Individual Difference factors in Children's Martial Arts Engagement (Индивидуальные и контекстуальные особенности вовлеченности детей в освоение боевых искусств); Psychogenesis of Martial Arts Skills (Овладение навыками боевых искусств и их психогенез) / G.B. Kryukov, I.A. Krasulin, pp. 204–205. -  Abstracts. XVI-th Biennial Meetings of ISSBD. July 11-14. 2000. Beijing. China